# Kozelský potok (přítok Odravy)
Kozelský potok je vodní tok ve Smrčinách a Chebské pánvi v okrese Cheb v Karlovarském kraji, pravostranný přítok Odravy.
Délka toku měří 7,5 km, plocha povodí činí 10,64 km².

## Průběh toku
Potok pramení ve Smrčinách asi 150 metrů od Česko-bavorské hranice v nadmořské výšce 600 metrů.
Asi po dvou kilometrech severozápadním směrem opouští Smrčiny a přitéká do Chebské pánve.
Severním, později severozápadním směrem teče přes Horní Lipinu a Dolní Lipinu. Pokračuje k vesnici Mechová, podtéká železnici na trati Cheb–Plzeň a poté se zprava vlévá do Odravy ve vodní nádrži Jesenice.

## Mlýn
Na Kozelském potoce stával u Dolní Lipiny vodní mlýn, který v minulosti spadal pod zámek Starý Hrozňatov, kde se vyráběl písek pro zámek. Odtud získal název Pískový mlýn. Mlýn zanikl a na jeho místě stojí rekreační objekt ev. č. 9.